# Mangustowate
Mangustowate, ichneumony (Herpestidae) – rodzina ssaków łożyskowych z podrzędu kotokształtnych (Feliformia) w obrębie rzędu drapieżnych (Carnivora).

## Zasięg występowania
Rodzina obejmuje gatunki występujące w zachodnio-południowej Europie, Afryce i Azji.

## Opis
Mangustowate są niewielkimi drapieżnikami. Największe gatunki rzadko przekraczają wagę 3 kg. Wszystkie mają stosunkowo długie ciało z krótkimi, ale silnymi kończynami. Łapy zakończone są silnymi, słabo zakrzywionymi pazurami, bardzo przydatnymi przy zdobywaniu pożywienia lub wykopywaniu nor. Głowa mangustowatych jest niewielka, ze stosunkowo krótkim pyskiem i małymi okrągłymi uszami. Są to kolejne przystosowania ułatwiające drążenie jam w ziemi. Bardzo charakterystyczną cechą większości mangust jest kształt źrenicy. Jest ona owalna i pozioma, podobnie jak u niektórych ssaków parzystokopytnych (np. kóz). Większość innych drapieżnych ma źrenicę okrągłą lub pionową (jak np. u kotowatych).
Mangustowate odżywiają się głównie niewielkimi zwierzętami: owadami, pajęczakami w tym również skorpionami, niewielkimi kręgowcami, gryzoniami, jaszczurkami i wężami, niekiedy również ptasimi jajami i pisklętami. Mangusty potrafią także upolować jadowite węże, takie jak żmije i kobry.
Jako jedne z nielicznych ssaków są odporne na neurotoksynę, zawartą w jadzie węży. Kieszonki w ich receptorach nikotynowych acetylocholiny są ukształtowane tak, że zapobiegają przyłączeniu się do nich neurotoksyny. Nie jest jasne czy dysponują również mechanizmami chroniącymi przed zawartymi w jadzie hemotoksynami. Mangusty typowo starają się raczej unikać kobr i nie wykazują szczególnego zainteresowania ich mięsem.
Wiele gatunków mangustowatych ma bardzo rozwiniętą strukturę społeczną. Surykatki żyją w grupach od 20 do 50 osobników, wśród których występuje podział na funkcje. Niektóre są strażnikami kolonii, inne zajmują się szczeniętami, podczas gdy pozostałe poszukują pożywienia.

## Systematyka
Jeszcze do niedawna mangustowate były łączone w randze podrodziny Herpestinae w jedną wspólną rodzinę wraz z wiwerowatymi (Viverridae). Badania Wilsona i Reedera (1993) wykazały, że obie te rodziny nie są ze sobą blisko spokrewnione i wywodzą się od innych przodków. Herpestinae została podniesiona do rangi rodziny i podzielona na dwie podrodziny:
- Herpestinae Bonaparte, 1845
- Mungosinae J.E. Gray, 1864

Badania Yoder i in. (2003) wykazały, że galidie są bliżej spokrewnione z kilkoma gatunkami wiwerowatych, obecnie wyodrębnianych jako podrodzina Euplerinae, i wspólnie z nimi tworzą takson monofiletyczny. Na tej podstawie zostały zaklasyfikowane do rodziny falanrukowatych. Tym samym w rodzinie mangustowatych pozostały rodzaje dotychczas zaliczane do podrodziny Herpestinae pod synonimiczną nazwą  ichneumony. Badania molekularne wskazują na bliskie pokrewieństwo mangust z hienowatymi.
Opisano również rodzaje wymarłe nie sklasyfikowane w żadnej z powyższych podrodzin:
- Leptoplesictis Forsyth Major, 1903[11]
- Ugandictis Morales, Pickford & Soria Mayor, 2007[12] – jedynym przedstawicielem był Ugandictis napakensis Morales, Pickford & Soria, 2007